# زيتا (الخليل)
زيتا كانت قرية فلسطينية في قضاء الخليل دمرت وهجر أهلها على يد الصهاينة خلال حرب 1948.

## القرية في فترة الأنتداب
زيتا قرية فلسطينية في قضاء الخليل في فلسطين الانتدابية. كانت تتبع اداريا لبيت جبرين كانت القرية تقوم على تل يبعد كيلومترا إلى الشمال من وادي زيتا وكانت طريق ترابية توصلها بالطريق العام الممتد من الشرق إلى الغرب.
هي قرية صغيرة (32 دونما) ترتفع 175 مترا عن سطح البحر.
أثناء الحكم الصليبي في فلسطين، ذُكرت القرية على أنها تشكل جزءًا من ممتلكات جماعة القديس يوحنا. في وقت حكم الإمبراطورية العثمانية، وقد ذكرها الرحالة الغربيون إلى المنطقة في القرن التاسع عشر، ووصفها أحدهم بأنها "قرية عربية خلابة تقع على تل مخروطي الشكل".في سنة 1596 كانت زيتا قرية في ناحية غزة (لواء غزة) وعدد سكانها 165 نسمة. وكانوا يؤدون الضرائب على القمح والشعير والماعز وخلايا النحل، في أواخر القرن التاسع عشر وصفوا زيتة عللى انها مزرعة صغيرة مبنية بالطوب على طرف الوادي، وتحيط بها على جانبيها تلال منخفضة.
منازل قرية زيتا كانت مبنية بالطين والخشب والقصب، يسكن المسلمون غالبها ويستمدون مياه الشرب من ابار وحفر معظمها جنوبي القرية قرب وادي زيتا حيث كانت المياه الجوفية قريبة من سطح الأرض كما كان بئر اخر في شمال القرية، كان سكانها يشتغلون بالزراعة البعلية وتربية المواشي ولا سيما الغنم والماعز وكانوا يزرعون الحبوب في مساحات واسعة ويستعملون الأراضي الباقية مرعى لمواشيهم.

## القرية اليوم
كانت زيتا إحدى القرى التي احتلت في اثناء عملية ان-فار (بحسب المؤرخ الإسرائيلي بني موريس) وتهجر سكان زيتا خلال حرب 1948 ما بين 17–18 يوليو 1948. وأصبح سكانها لاجئين حيث حلوا في مخيمات الضفة الغربية وقطاع غزة. يحد القرية من الشمال قرى ذكرين ومن الشمال والغرب صميل التابعة لغزة ومن الجنوب بيت جبرين، ومن الشرق رعنا، مر بها بالمر عام 1881 ووصفها بانها قرية على تلة بين بيت جبرين وجسير.
القرية اليوم بلا اثر لمنازلها القديمة، ولم يبق منها الا بئر ما زالت تستعمل، وتغطي الاعشاب الطويلة والازهار البرية والاشجار غالبية اجزاء الموقع بينما ة يزرع الفلاحون الإسرائيليون الأراضي المحيطة.
تم تقديم مخطط استيطاني يتضمن إنشاء مستوطنة في موقع القرية وقد سمي ب(كيبوتس غلؤون) اقيم على بعد 2 كلم من موقع القرية، ولم تنشأ مستعمرات إسرائيلية أخرى على اراضي القرية.

## روابط خارجية
- زيْتا ترحب بكم
- مسح فلسطين الغربية، الخريطة 20: IAA, ويكيميديا كومنز